# Орден «За військові заслуги» (Російська Федерація)
Орден «За військові заслуги» (рос. орден «За военные заслуги») — державна нагорода Російської Федерації.

## Історія нагороди
- 2 березня 1994 року указом Президента Російської Федерації Б. Н. Єльцина «Про державні нагороди Російської Федерації»[1] був заснований ряд державних нагород — орденів, медалей та відзнак, серед яких орден «За військові заслуги».
- Указом Президента Російської Федерації від 7 вересня 2010 року № 1099 «Про заходи щодо вдосконалення державної нагородної системи Російської Федерації»[2] затверджені нині діючі статут та опис ордену.

## Статут ордена
1. Орденом «За військові заслуги» нагороджуються військовослужбовці з числа офіцерів:
- за зразкове виконання службових обов'язків і досягнення високої бойової виучки військовослужбовців підпорядкованих підрозділів, частин, з'єднань;
- за високу бойову готовність військ і забезпечення обороноздатності Російської Федерації;
- за високі особисті показники у службовій діяльності та професійної підготовки, мужність і самовідданість, проявлені при виконанні військового обов'язку в ході виконання бойових або навчально-бойових завдань;
- за заслуги у зміцненні бойової співдружності і військового співробітництва з іноземними державами.

2. Нагородження громадян орденом «За військові заслуги» проводиться за умови сумлінної служби не менше 20 календарних років, а також наявності в особи, представленої до ордена, медалі Російської Федерації або почесного звання «Заслужений військовий спеціаліст Російської Федерації».

### Порядок носіння
- Знак ордена «За військові заслуги» носиться на лівій стороні грудей і за наявності інших орденів Російської Федерації розташовується після знака ордена Мужності.
- Для особливих випадків і можливого повсякденного носіння передбачено носіння мініатюрної копії знака ордена «За військові заслуги», яка розташовується після мініатюрної копії знака ордена Мужності.
- При носінні на форменому одязі стрічки ордена «За військові заслуги» на планці вона розташовується після стрічки ордена Мужності.

## Опис ордена
- Знак ордена «За військові заслуги» зі срібла з емаллю. Він являє собою восьмипроменеву зірку, діагональні промені якої утворюють п'ятикутники, покриті емаллю кольорів Державного прапора Російської Федерації. На центральному медальйоні, по колу, — вінок з дубових і лаврових гілок та рельєфний напис: «ЗА ВОЕННЫЕ ЗАСЛУГИ». У центрі медальйона — рельєфне зображення Державного герба Російської Федерації. Діаметр знака ордена — 40 мм. На зворотному боці знака — номер знака ордена.
- Знак ордена за допомогою вушка і кільця з'єднується з п'ятикутною колодкою, обтягнутою шовковою, муаровою стрічкою синього кольору з червоною смужкою по центру між двома білими смужками. Ширина стрічки — 24 мм, ширина червоної смужки — 5 мм, ширина білих смужок — 2 мм.
- Мініатюрна копія знака ордена «За військові заслуги» носиться на колодці. Відстань між кінцями хреста — 15,4 мм, висота колодки від вершини нижнього кута до середини верхньої сторони −19,2 мм, довжина верхньої сторони — 10 мм, довжина кожної з бічних сторін — 16 мм, довжина кожної із сторін, що утворюють нижній кут , −10 мм.
- При носінні на форменому одязі стрічки ордена «За військові заслуги» використовується планка висотою 8 мм, ширина стрічки — 24 мм.